# Kaempferia parviflora
Тайський женьшень, чорний калган (Kaempferia parviflora) — рослина родини імбирні (Zingiberaceae).
Популярний афродизіак у Таїланді. З нього виробляють імбирне вино.